# Porfirític

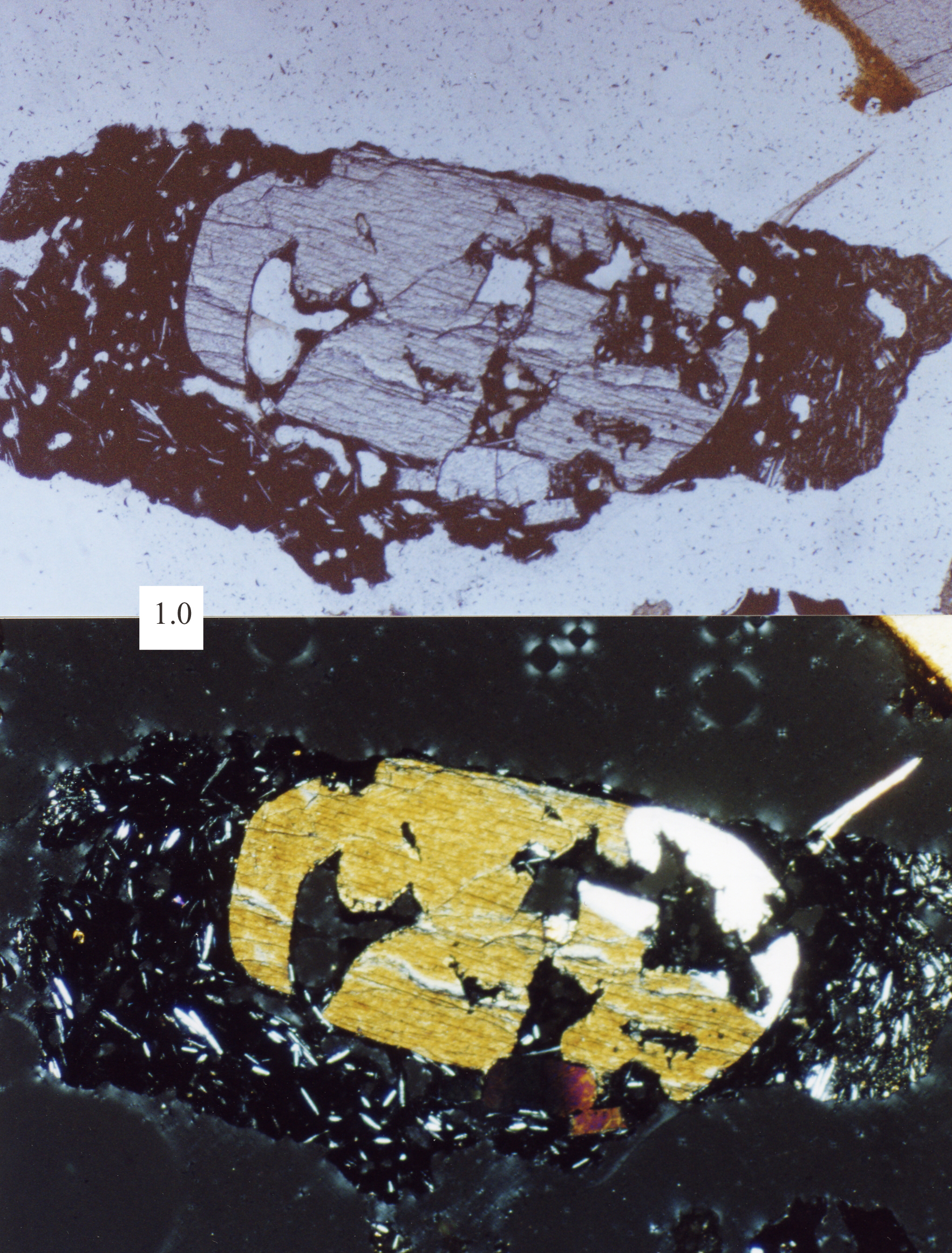
Un gra de sorra volcànica porfitítica vista sota el microscopi petrogràfic.

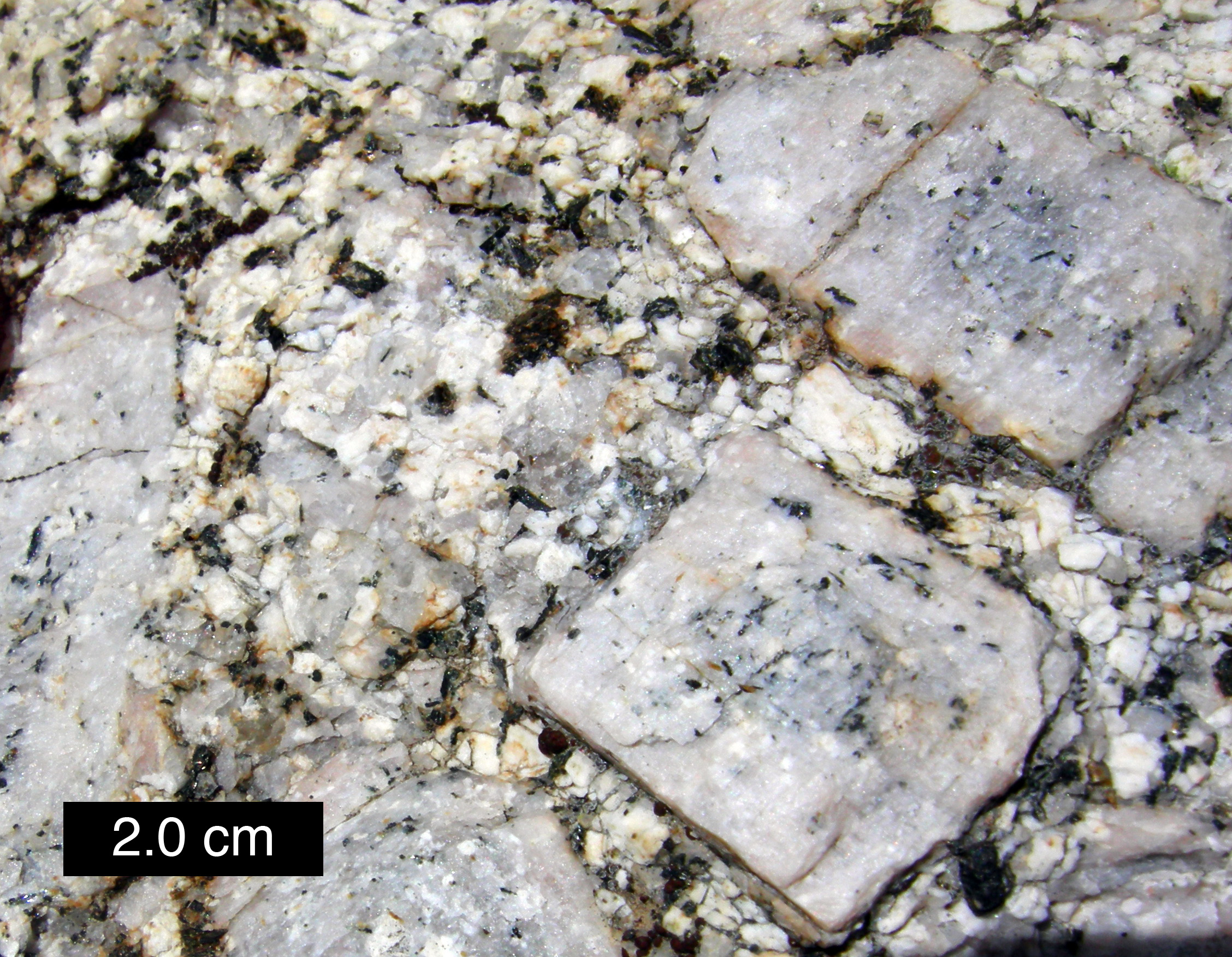
Textura porfirítica en el granit de Califòrnia.

Porfirític és un adjectiu usat en geologia, específicament per a les roques ígnies, per a una roca que té una diferència distintiva en la mida dels cristalls, amb com a mínim un grup de cristalls de manera òbvia més grans que un altre grup. Les roques porfirítques poden ser afanites o extrusives, amb grans cristalls o fenocristalls flotant en matrius (groundmass) de cristalls no visibles, com en el basalt porfirítiques o intrusives, fanerites o intrusives amb cristalls individuals en la matriu que poden ser fàcilment distingits a ull nu, però amb un grup de cristalls clarament és gran que la resta, com en el granit porfirític. La majoria dels tipus de roques ígnies poden mostrar algun grau de textura porfirítica. El principal tipus de roca que té textura porfirítica és el pòrfir, però no totes les roques porfirítiques són pòrfirs.

## Formació
Les roques porfirítiques es formen quan una columna de magma que s'eleva es refreda en dos estadis. En el primer estadi el magma es refreda lentament profundament en l'escorça, creant els grans de cristall, amb un diàmetre de 2 mm o més. En l'estadi final el magma es refreda ràpidament a una fondària relativament soma o, si entra en erupció des d'un volcà, creant petit grans que normalment són invisibles a ull nu.